# Royal League
La Royal League est une compétition de football créée en 2004 et disparue en 2007, à laquelle participaient les quatre meilleures équipes des championnats de Danemark, de Norvège et de Suède.
Elle a été créée pour permettre aux principaux clubs de ces pays de jouer plus souvent, alors qu'ils participent peu aux phases finales de la Ligue des Champions et de la Coupe UEFA.
Le FC Copenhague domine la compétition puisque sur trois éditions, il en remporte deux et atteint la finale de la troisième. Les trois éditions de la Royal League sont remportées par des clubs danois (deux pour le FC Copenhague et une par son rival, le Brøndby IF).

## Financement

### En 2004-2005
La Royal League est financée par des sponsors scandinaves Statoil (aujourd'hui Equinor) et Volvo et par les droits de retransmissions télévisées signés entre la Royal League SA et trois chaînes du groupe Scandinavian Broadcasting System (SBS). Ces droits sont équivalents à 43 millions d'euros pour cinq ans.
Les clubs participants gagnent 153 000 euros pour leur qualification, et le vainqueur entre 10 et 12 millions de couronnes norvégiennes (environ 1,2 à 1,5 million d'euros).
La rigueur de l'hiver a limité le nombre de spectateurs dans les stades et entraînait une pause de début décembre à mi-février. La moyenne record en 2004 est de 8 300 spectateurs par match quand ils avaient lieu au Danemark.

## Déroulement
Au premier tour, les douze équipes qualifiées sont réparties en trois groupes et s'affrontent en un mini-championnat de six matches. Le champion et le second de chaque pays sont placés dans le même groupe avec le troisième de l'un des deux pays restant et le quatrième de l'autre.
Lors de la première édition, les deux premiers clubs de chaque groupe étaient qualifiés pour le second tour où ils s'affrontaient en deux groupes de trois. Les premiers de ces deux groupes s'affrontaient en finale.
Depuis la seconde édition, les deux premiers de chaque groupe et les deux meilleurs troisièmes sont qualifiés pour les quarts de finale, puis suivent les demi-finales et la finale. Tous les matchs à élimination directe se jouent en une manche sèche.

## Palmarès définitif
| Année     | Vainqueur         | Pays | Score         | Pays | Finaliste     |
| 2004-2005 | FC Copenhague (1) |      | 1-1 12-11 tab |      | IFK Göteborg  |
| 2005-2006 | FC Copenhague (2) |      | 1-0           |      | Lillestrøm SK |
| 2006-2007 | Brøndby IF        |      | 2-1           |      | FC Copenhague |